# Tóbiás József
Tóbiás József (Kisvárda, 1970. július 15. –) magyar politikus. 1997 és 1999 között a Baloldali Ifjúsági Társulás, majd 2002-ig annak utódszervezete, a Fiatal Baloldal elnöke. 1998 és 2019 között országgyűlési képviselő, 2008 és 2010 között a Magyar Szocialista Párt (MSZP) frakcióigazgatója. 2002 és 2004 között az MSZP pártigazgatója. 2014. július 19-től 2016. június 25-ig az MSZP elnöke és frakcióvezetője.

## Életpályája
Általános iskolai tanulmányait Dombrádon végezte, majd felvételt nyert a nyíregyházi Vásárhelyi Pál Építőipari és Vízügyi Szakközépiskolába, ahol 1988-ban érettségizett le. Ezt követően a nyíregyházi II. számú vízügyi szakmérnökségen kezdett el dolgozni, ahol munkacsoport-vezetőként tevékenykedett. 1990-től üzletvezetőként, majd 1991 és 1992 között a Dunapack üzletkötőjeként dolgozott. Korán kezdte politikai pályafutását a Magyar Szocialista Párthoz kötődő Baloldali Ifjúsági Társulásban (BIT). 1991-ben a szervezet nyíregyházi elnökévé választották, egy évre rá az országos elnökségbe is bekerült. 1995-ben a BIT alelnökévé, 1997-ben elnökévé választották.
Ifjúsági vezetőként szerepelt az 1998-as országgyűlési választáson az MSZP országos listáján, ahonnan mandátumot szerzett. A pártba csak ebben az évben lépett be. 1999-ben a BIT átszerveződött és az utódszervezet Fiatal Baloldal (FIB) elnökévé választották. Tisztségét 2002-ig viselte. 2000-ben bekerült az MSZP országos elnökségébe. A 2002-es országgyűlési választáson ismét az MSZP országos listájáról szerzett mandátumot. 2002–2004 között az MSZP pártigazgatója. 2004-ben távozott az országos pártvezetésből. A ciklusban az Országgyűlés társadalmi szervezetek bizottsága alelnöki tisztét is betöltötte. Időközben 2001–2005 között elvégezte a Pécsi Tudományegyetem (PTE) humán erőforrás-menedzsment szakát. A 2006-os országgyűlési választáson pártja Pest megyei területi listájáról szerzett mandátumot, 2008-ban a frakció igazgatója, ezzel együtt frakcióvezető-helyettes is lett. A 2010-es és a 2014-es országgyűlési választáson ismét az országos listáról került be a parlamentbe. A 2010–2014-es ciklusban frakcióvezető-helyettesként dolgozott. 2014. július 19-én MSZP elnökévé választották. 2016-ban nem választották újra, utódja a párt élén Molnár Gyula lett. 2016 novemberétől ismét az MSZP pártigazgatója. 2019 nyarán derült ki, hogy családjával Tenerifére költözött egy időre, ami súrlódást okozott közte és pártja között, végül az év októberében lemondott a parlamenti mandátumáról, és visszavonult a politikától. 2024-ben viszont kiderült, hogy Horváth Csaba zuglói polgármester munkatársaként dolgozik, szervezői munkakörben.

## Személyét ért kritika
2014 júliusában a Magyar Nemzetnek elismerte, hogy 2003 óta Érden lakik, ennek ellenére nyíregyházi állandó lakcíme alapján utazási költségtérítést is felvett az Országgyűléstől, amelynek összege – az Országgyűlési sajtóiroda kimutatása szerint – 11 év alatt elérte az ötvenmillió forintot. Az MSZP szerint „Tóbiás József minden vonatkozó jogszabályt betartott” az ügyben.

## Családja
Felesége 2002 óta Rába Tímea, gyermekeik Nina (2003) és Noel (2007).